# AV Startbaan
AV Startbaan is een Nederlandse atletiekvereniging gevestigd in Amstelveen. De vereniging, die is aangesloten bij de Atletiekunie, is opgericht op 1 juli 1975 en voortgekomen uit de atletiekafdeling van N.F.C., de Nieuwer-Amstelsche Football Club. De naam van de vereniging is afgeleid van de straat waar de accommodatie is gevestigd, de Startbaan.

## Geschiedenis
De vooroorlogse voetbalclub N.F.C. bood op de Sportlaan vanaf 1965 plaats aan een kleine atletiekafdeling. Naast voetbal en atletiek was er ook een handbal- rugby-, volleybal-, tennis- en zaalvoetbalafdeling. Getraind werd op een klein gravelveld met een provisorische hoogspring- annex polsstokbak en een verspringbak. 
Begin jaren 70 werd onderdak gevonden bij korfbalvereniging Amstel (tegenwoordig Korfbal Vereniging Amstelveen) op het sportpark Janselaan-oost. De accommodatie bestond slechts uit een gravelveld, voor (onderlinge) wedstrijden werd de 400 meterbaan uitgezet op een grasveld. 1 juli 1975 werd AV Startbaan opgericht tijdens een bijzondere ledenvergadering in de Bankraskerk in Amstelveen.
Op de huidige plek werd door de gemeente Amstelveen in 1978 een 6 laans gravelbaan aangelegd. AV Startbaan bouwde gelijktijdig het huidige clubgebouw. Hierna volgden jaren van groei, waarbij al snel bleek dat de gravelbaan niet voldeed aan de eisen die werden gesteld aan een moderne wedstrijdaccommodatie. Om de wedstrijdgerichte toekomst van de vereniging veilig te stellen besloot AV Startbaan een kunststofbaan in eigen beheer aan te laten leggen. Tijdens een invitatiewedstrijd op 10 september 1988 werd de nieuwe accommodatie feestelijk geopend. Daarmee werd AV Startbaan de eerste atletiekvereniging in Nederland die de atletiekbaan in eigen beheer heeft. 

Op 10 juli 2013 startte de grote renovatie van deze 25 jaar oude kunststofbaan. Op 27 september 2013 werd de laatste hand gelegd aan de belijning, zodat daags erna de Nationale Estafette Kampioenschappen op de nieuwe accommodatie gehouden konden worden.

## Nederlands kampioenschap Estafette
Tot ver in de jaren 80 van de vorige eeuw was het Nederlandse Kampioenschap Estafette (NK Estafette) een aparte wedstrijd die plaatsvond midden in het wedstrijdseizoen. Omdat de prioriteit van veel Nederlandse top- en subtopatleten lag bij de individuele onderdelen en door het steeds voller wordende wedstrijdseizoen verdween het NK Estafette van de kalender.
In 1999 organiseerde AV Startbaan de wedstrijd ‘4 x veel’, een eendaagse estafettewedstrijd voor pupillen en junioren. Dit was zo'n succes dat bij wijze van experiment in september 2000 voor het eerst het NK estafette voor senioren en junioren A werd georganiseerd waaraan 160 teams deelnamen, meer dan verwacht. De organisatie ging samen met de Koninklijke Nederlandse Atletiek Unie verder op de ingeslagen weg. De 11e editie op 25 en 26 september 2010 telde circa 700 ploegen die aan ruim 50 verschillende estafettenummers deelnamen. De editie van 2012 was de laatste waarbij er een officieel NK Estafette werd gehouden.

Op 28 en 29 september 2013 werd een doorstart gemaakt met de Nationale Estafette Kampioenschappen. Hierbij werden overigens toch een aantal NK-onderdelen, namelijk voor de A- en B-junioren en de masters, afgewerkt. Het bleek niet mogelijk om deze estafetteonderdelen bij de reguliere NK's onder te brengen. Enkele cijfers van de eerste Nationale Estafette Kampioenschappen:
- 673 teams zijn gestart, 664 kwamen aan de finish.
- 3010 startnummers zijn opgespeld, bij 1661 verschillende atleten.
- 2337 wissels zijn door de jury beoordeeld, en dat leverde een diskwalificatie op voor 28 teams.
- Op zaterdag werd in totaal 129,9 kilometer gelopen, en op zondag zelfs 498,2 kilometer, wat een totaal oplevert van ruim 628 kilometer.